# San Pedro de Lloc
San Pedro de Lloc è un comune del Perù, situato nella regione di La Libertad e capoluogo della provincia di Pacasmayo.